# ITV (泰國)
iTV（全稱：iTV Public Company Limited）是泰國的民營電視台，從屬新集團（Shin Corporations），創辦於1995年，創辦人是泰國前總理他信。
2006年9月，曼谷發生軍事政變之後，泰國公共關係局、新的首相辦公室關于該電視臺的執照許可收費發生意見分歧。2007年2月，首相辦公室命令，由于沒有收到該電视臺交納的執照費連同罰款金額總計28億泰銖，iTV必須立即停止播放節目，由政府接管。
被接管後的iTV被重新命名為泰國獨立電視台（Thai Independent Television，簡稱TITV），之后在2008年1月改名为泰国公共电视台（Thai PBS）。